# Asmonei
La dinastia degli Asmonei (in greco Ἀσσαμωναῖοι, in ebraico חשמונאים, ḥašmona'îm), fondata da Simone Maccabeo, regnò sul Regno di Giudea a partire dal 140 a.C. e mantenne il potere civile e religioso fino alla conquista romana, dopo la quale nel 37 a.C. fu posto a governo della regione Erode il Grande. La loro ascesa è descritta nei libri Primo e Secondo libro dei Maccabei. Sovrani del Regno di Giudea fino alla metà del I secolo a.C., restaurarono le istituzioni politiche e religiose dell'antico Israele.
Poiché i re dovevano idealmente discendere dalla casa di David, i Maccabei, che erano una famiglia di sacerdoti, non avevano un effettivo diritto al potere regale. Il loro regno venne messo in pericolo dall'opposizione dei Farisei, e il Talmud li ricorda appena.

## Storia

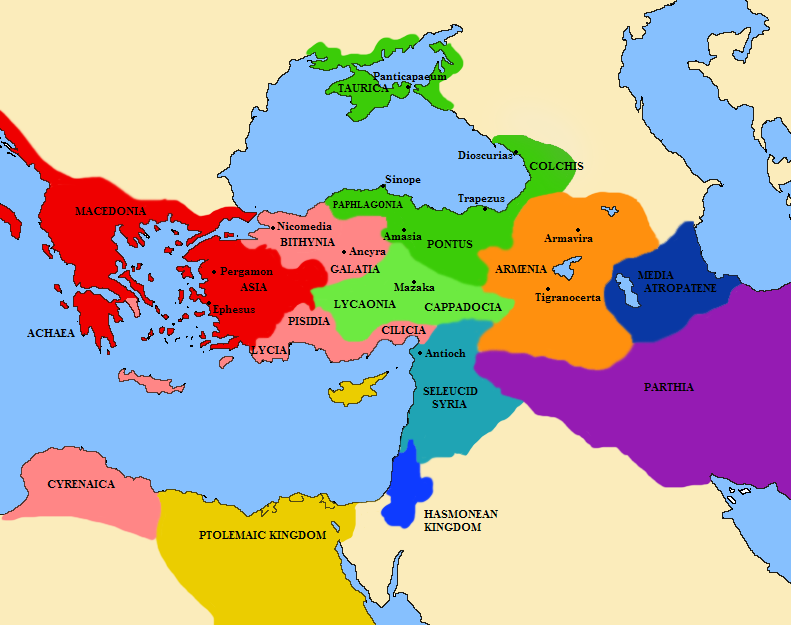
Il regno asmoneo (in blu) sotto Alessandra Salomè nell'89 a.C.

In seguito alla vittoriosa ribellione contro il seleucide Antioco IV Epìfane, Simone Maccabeo ottenne il titolo ereditario che diede inizio alla dinastia.
Alla sua morte Giovanni Ircano, figlio di Simone, ampliò notevolmente il regno di Giudea portandolo alla sua massima potenza, fino a comprendere l'Idumea, i cui abitanti, gli Edomiti, furono obbligati a convertirsi, e divennero dunque ebrei. Gli succedettero i figli: brevemente Aristobulo I, quindi Alessandro Ianneo, che parteggiò per i Sadducei nelle loro lotte contro i Farisei. Sotto il regno di Alessandro Ianneo, un edomita di nome Antipa fu nominato strategos dell'Idumea, mantenendo questo ruolo anche durante il regno di Salomè Alessandra (76–67 a.C.). Alessandra Salomè, che era stata moglie di entrambi i re fratelli, salì al trono nel 78 a.C. e favorì invece i Farisei.
Il figlio Giovanni Ircano II divenne re e sommo sacerdote, ma fu contrastato dal fratello Aristobulo II; ne scaturì una guerra civile che offrì a Roma il pretesto per intervenire. Gerusalemme fu conquistata quindi da Pompeo nel 63 a.C., dopo la quale si aprirono decenni di transizione violenta del potere alla dinastia erodiana, prima con Antipatro, figlio di Antipa, che divenne il principale consigliere e ministro di Giovanni Ircano II, stringendo forti legami con la Repubblica romana, poi con suo figlio Erode. Giulio Cesare nominò Antipatro, suo cliente, procuratore di Giudea nel 47 a.C. A sua volta Antipatro nominò i propri figli Fasaele ed Erode, avuti dalla moglie Cipro, governatori di Gerusalemme e Galilea. Nel 43 a.C. Antipatro fu assassinato; i suoi due figli, rimasti in carica, furono elevati al rango di tetrarchi da Marco Antonio (41 a.C.).

## Lista dei sovrani asmonei di Giudea
- Simone Maccabeo (142–134 a.C., come "etnarca")
- Giovanni Ircano I (134–104 a.C., come "etnarca")
- Aristobulo I (104–103 a.C.)
- Alessandro Ianneo (103–76 a.C.)
- Salomè Alessandra (76–67 a.C.)
- Giovanni Ircano II (67–63 a.C., primo mandato)
- Aristobulo II (66–63 a.C.)
- Giovanni Ircano II (47–40 a.C., secondo mandato, come "etnarca")
- Antigono II Asmoneo (40–37 a.C.)